# Ondřej Soukup
Ondřej Soukup (ur. 2 maja 1951 w Pradze) – czeski kompozytor i producent muzyczny.
Ondřej Soukup stworzył ścieżki dźwiękowe do wielu filmów, m.in. do filmu Kola (1997), który zdobył Oscara dla najlepszego filmu nieanglojęzycznego. Skomponował również szereg utworów dla czeskich artystów muzycznych. Zasiadał w jury programu Česko hledá SuperStar.